# Пантографный токоприёмник
Панто́граф (токосъёмник типа пантограф, пантографный токоприёмник) — токоприёмник с подъёмным механизмом в виде шарнирного многозвенника, обеспечивающего вертикальное перемещение контактного полоза.

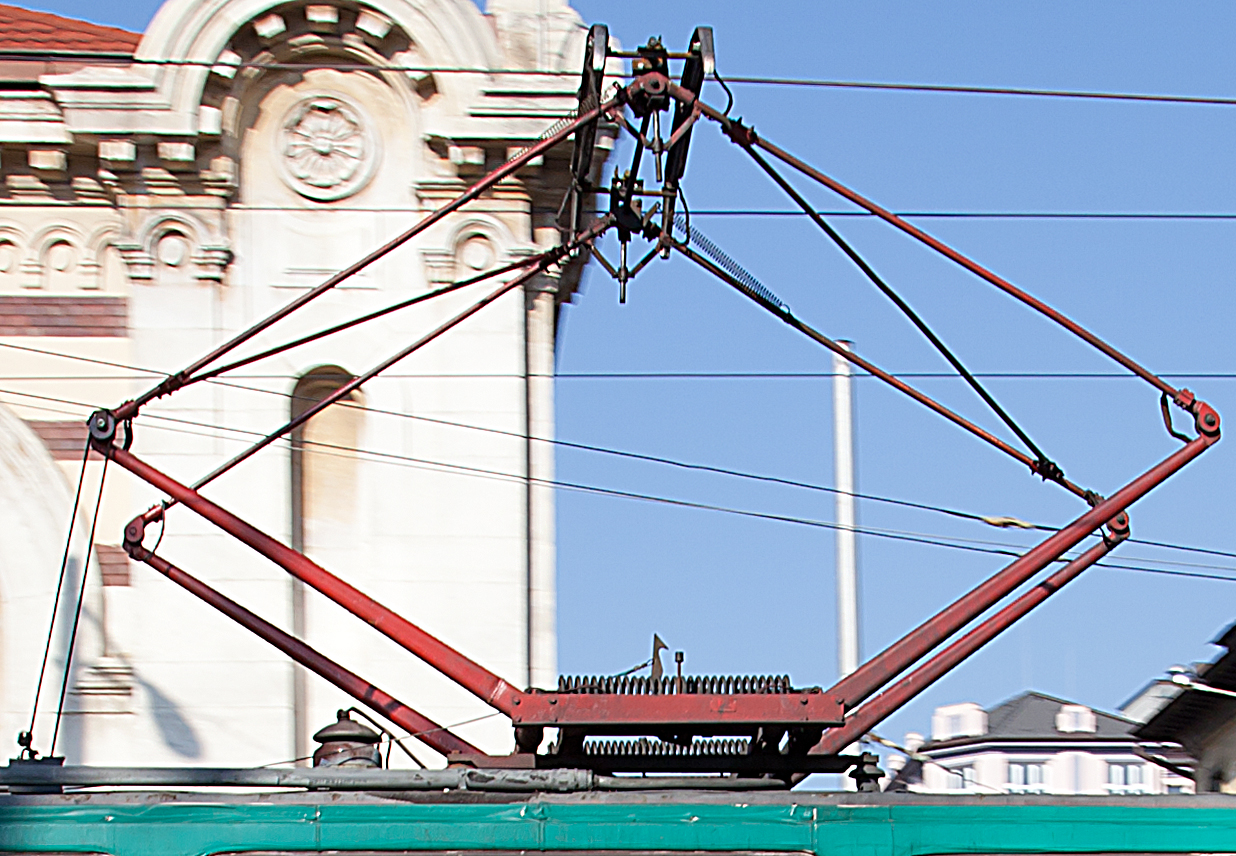
Пантограф на вагоне трамвая

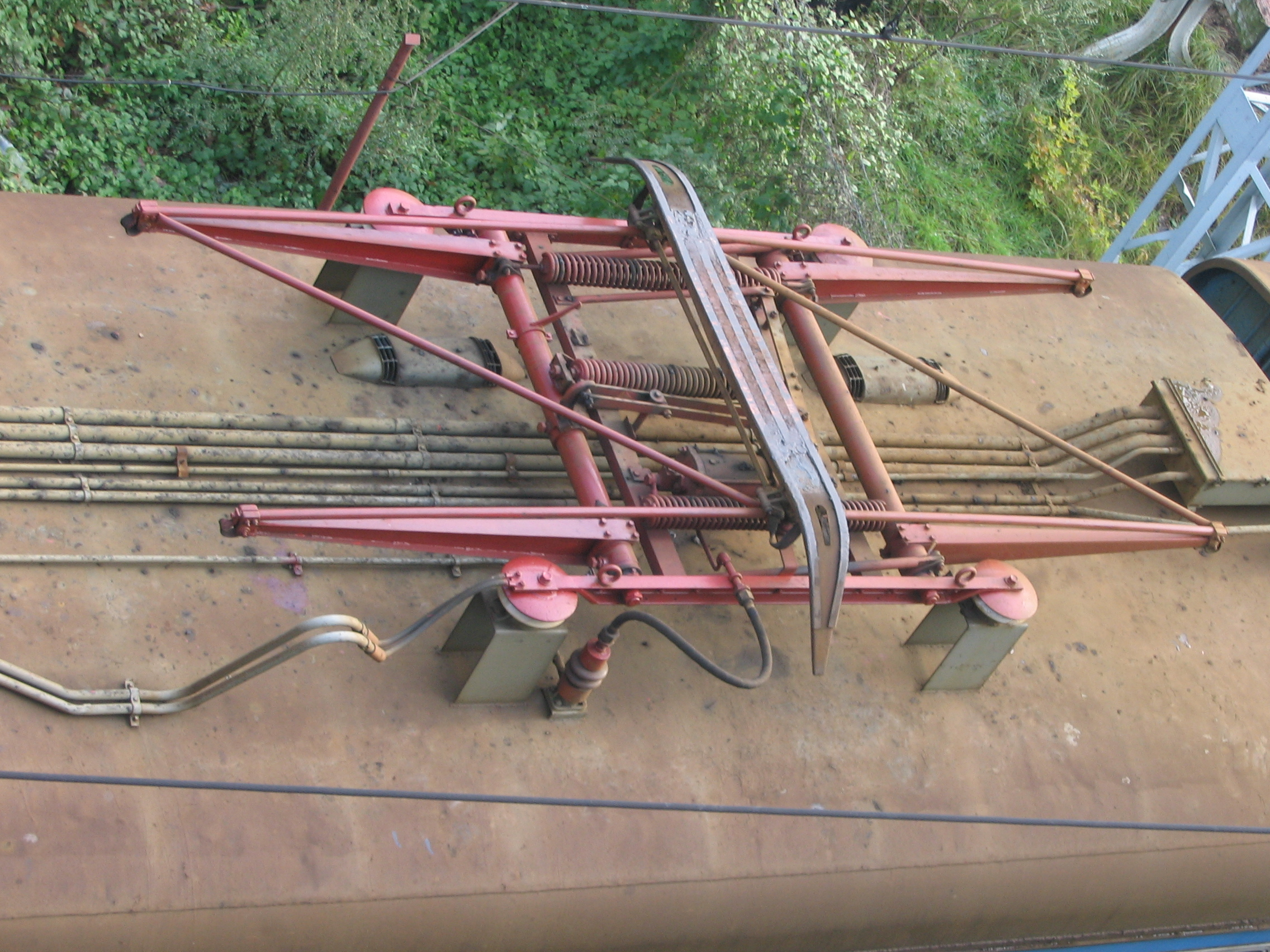
Пантограф электропоезда в сложенном (опущенном) состоянии

Пантограф служит для обеспечения надёжного электрического соединения с контактным проводом контактной сети электрического подвижного состава железных дорог (электровоза, электропоезда, в том числе их электросекций), трамваев.
Название пантографа произошло от похожего на него по форме устройства для копирования чертежей (от греч. παντ — всё, греч. γραφ — писать).

## Устройство пантографа

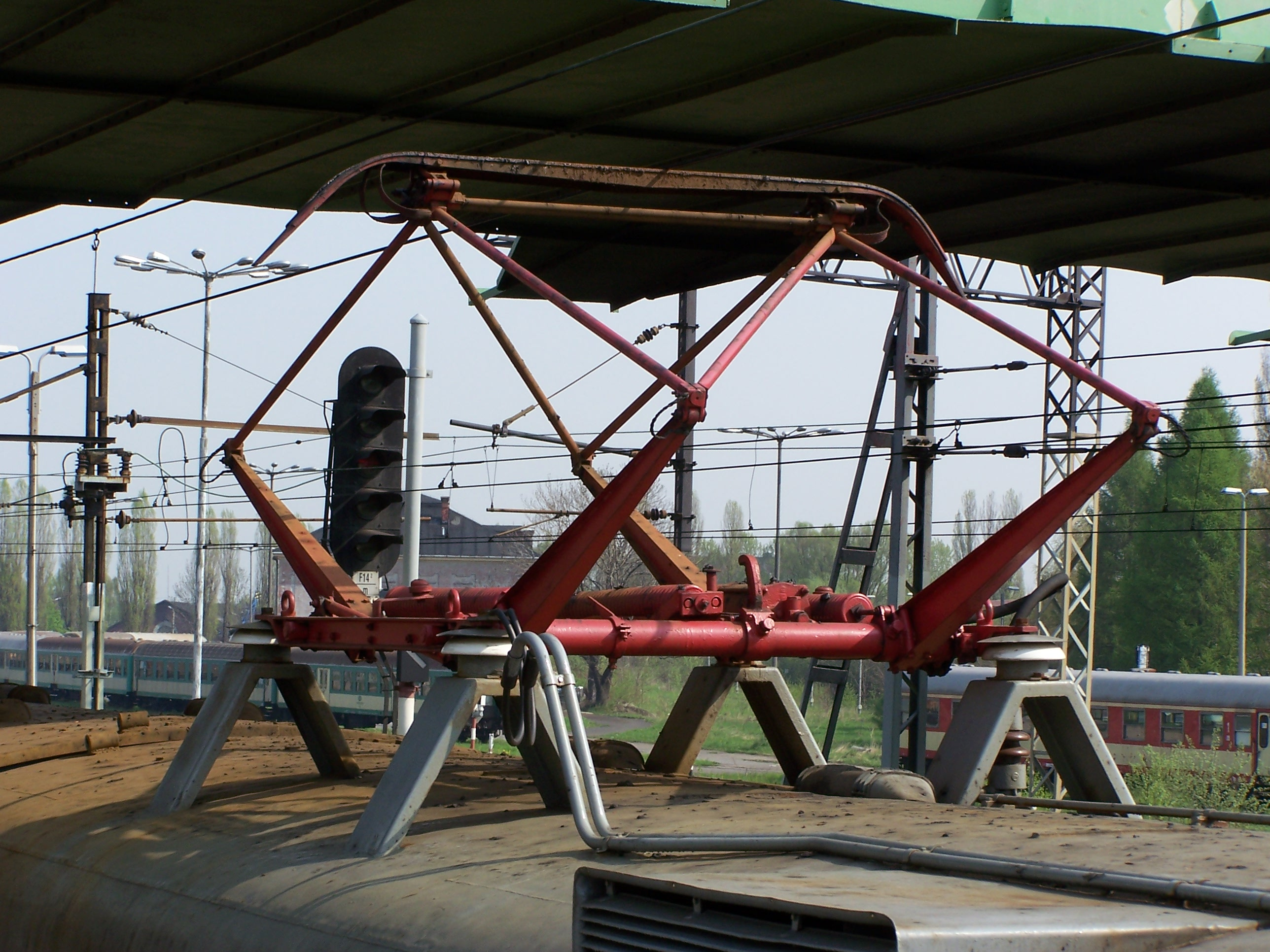
Пантограф электропоезда

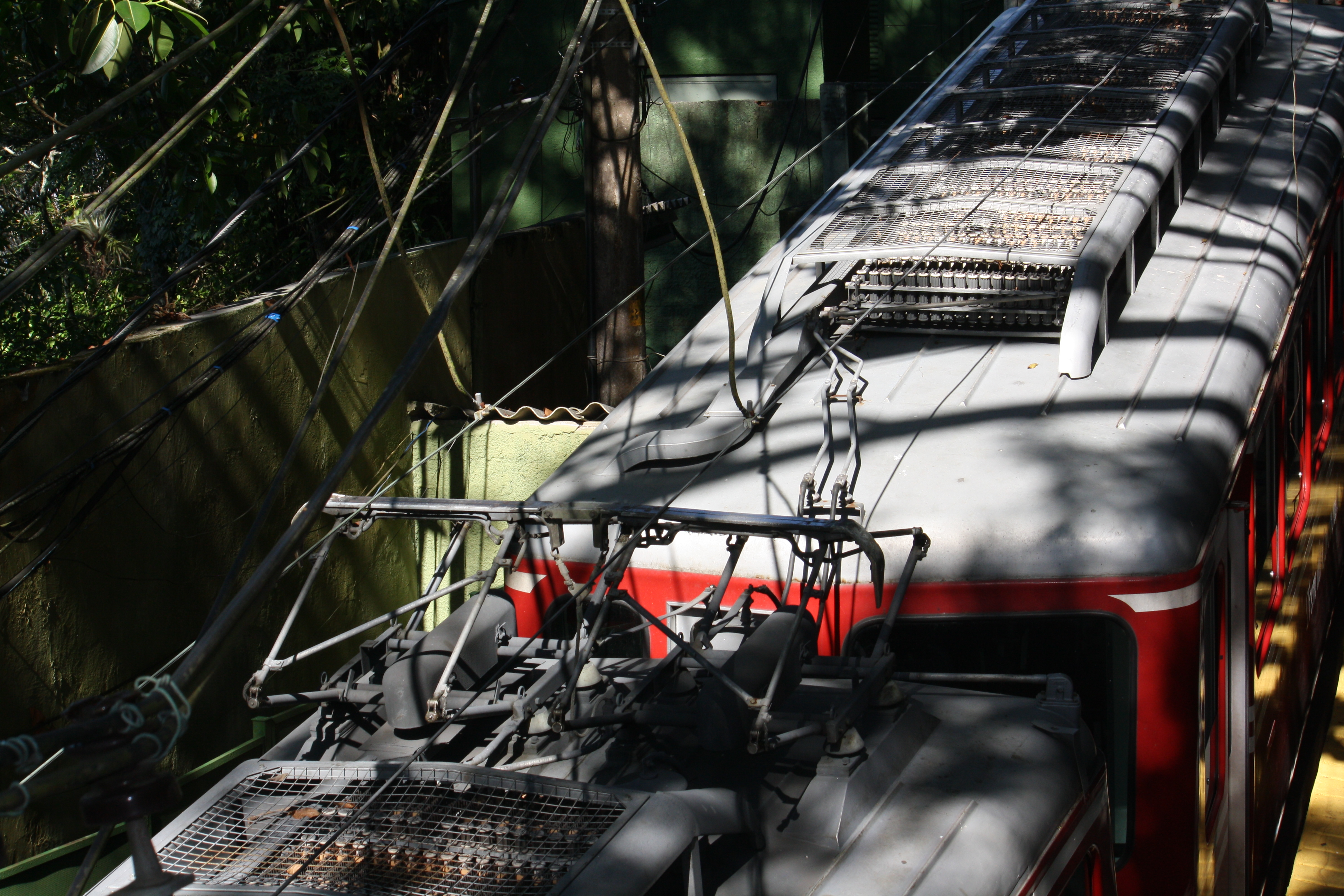
Сочленённые пантографы локомотива железной дороги Корковаду. Электрификация трёхфазная — 2 фазы по проводам, 1 фаза по рельсам

Пантограф имеет контактный полоз, закреплённый на подвижных устройствах — каретках. Каретки закреплены на верхних рамах пантографа. Верхние рамы образованы стальными трубками с диагональными связями для увеличения поперечной жёсткости, нижние рамы выполнены чаще всего из конусообразных труб, либо из швеллеров с переменным сечением, которые крепятся к поворотным главным валам. Верхние и нижние рамы  соединены друг с другом при помощи шарниров с игольчатыми подшипниками. Вся подвижная конструкция пантографа с поворотными валами установлена через полуоси в основание. Основание пантографа через изоляторы жёстко закреплено на крыше.
Все части пантографа находятся под полным напряжением контактной сети. Ток протекает и через шарнирные соединения пантографа, для уменьшения электрокоррозии и  переходного сопротивления в соединениях все шарниры имеют гибкие медные шунты. Для подъёма и опускания пантографа на трамваях используется механический привод (например, трос-верёвка в кабину) или электропривод с дистанционным управлением (на современных трамваях), на электропоездах и электровозах — пневматический.
На электровозах пантографы устанавливаются на каждой секции, но не менее двух на электровоз. То есть на односекционных электровозах — два (для избыточности). На электровозах постоянного тока может устанавливаться по два пантографа на секцию, потому что более низкое, чем при переменном токе, напряжение в контактной сети обуславливает более высокие токи при трогании и разгоне. Поэтому при плохом контакте между контактным проводом и контактным полозом токоприёмника может возникать электрическая дуга, что создаёт опасность пережога контактного провода.
На электропоездах и электросекциях устанавливается по одному пантографу на моторном вагоне каждой секции. Трамваи обычно имеют по одному токоприёмнику на моторный вагон. (Но встречаются и исключения, например вагон типа 71-88Г.) Современные многосекционные трамваи при необходимости также могут комплектоваться двумя токоприёмниками (по одному на каждую головную секцию).
Провод подвесной контактной сети, предназначенной для использования транспортными средствами, оборудованными пантографом, укладывают не строго вдоль пути движения, а с небольшим зигзагом. Это способствует равномерному износу контактного полоза пантографа.

## Практика использования пантографа на электровозах и электропоездах

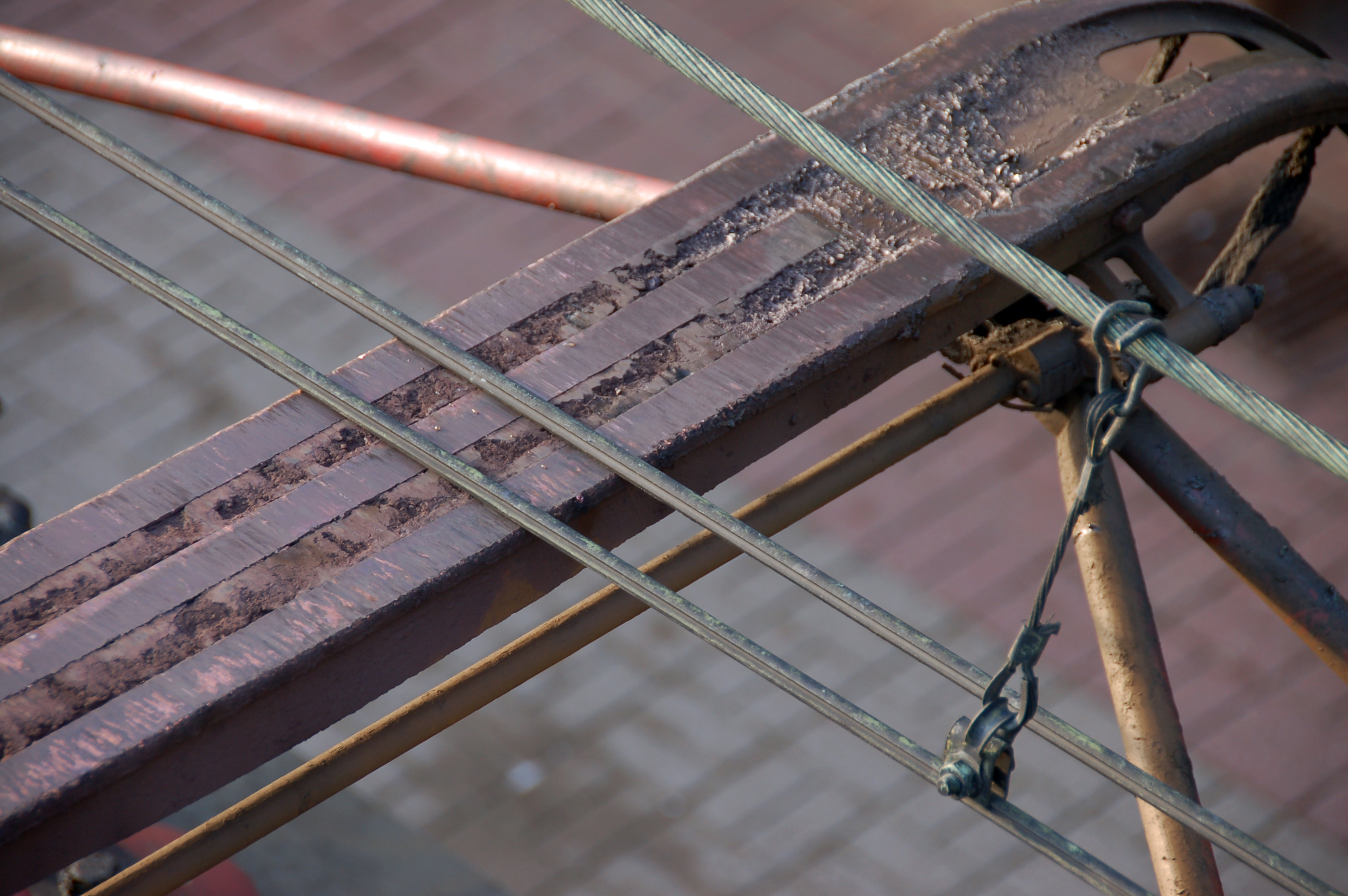
Контактная поверхность пантографа электропоезда с контактным проводом

На стандартных двухсекционных электровозах, имеющих два пантографа, при движении обычно поднимают только задний по ходу пантограф. На всех электровозах постоянного тока при трогании с места до скорости 10-30 км/ч или при обледенении контактного провода (во избежание пережога контактной сети от большой силы тока) на двухсекционном электровозе поднимают два пантографа. На трёхсекционных электровозах постоянного тока при наличии трёх пантографов на локомотив (например 3ЭС4К "Дончак" и 3ЭС6 "Синара") всегда активны два пантографа (как правило, на средней и задней секциях), при трогании или обледенении контактной сети поднимают три пантографа. На мощных электровозах постоянного тока, при наличии четырёх или шести пантографов на локомотив (к примеру, в случае работы ВЛ15 по СМЕ (системе многих единиц) в три секции), поднимают два (три) задних пантографа на локомотиве (при обледенении контактной сети поднимают пантографы с передней секции: №1, №2 и №4, в случае СМЕ в три секции: №1, №2, №4 и №6). Это связано по определённым причинам:
- При поломке пантографа он падает назад по ходу движения. Пантограф обычно расположен на крыше локомотива около кабины управления, в то время как на крыше над машинным отделением обычно расположено крышевое оборудование (детали системы охлаждения, реостаты, ресиверы, главные выключатели, грозоразрядники и прочее). У многих электровозов при падении переднего по ходу движения пантографа назад он может повредить всё крышевое оборудование, в том числе и сам задний пантограф (при отсутствии защитного кожуха), что может привести к потере локомотивом возможности движения своим ходом и электровоз будет полностью обездвижен в случае повреждения заднего пантографа обломками переднего. В то же время задний по ходу пантограф при поломке падает на крышу неиспользуемой кабины управления, вагоны или на рельсы, где обычно нет жизненно важного оборудования и в этом случае локомотив может использовать передний пантограф для аварийного передвижения до ближайшей станции.
- Если машинист при движении заметит неисправность контактной сети, угрожающую поломкой пантографа (например, обрыв струны подвески контактного провода), у него будет больше времени на опускание заднего пантографа, чем переднего (на операцию по отпусканию пантографа уходит 5-15 секунд).
- Локомотив при движении создаёт перед собой зону сжатия воздуха, из которой воздух истекает в стороны и вверх. Воздух, движущийся вверх, приподнимает контактный провод, и за счёт этого для переднего пантографа создаются наихудшие условия контакта, угрожающие поломкой пантографа от сжатия воздуха вверх, чем для заднего (значение этого фактора возрастает с увеличением скоростей движения, а также от встречного потока воздуха от встречных поездов).
- При резком снижении высоты контактной сети (к примеру, перед низкими железнодорожными мостами или перед тоннелями) для переднего пантографа (особенно для пружин) создаётся наибольшая нагрузка от резкого падения высоты контактной сети и зоной сжатия воздуха, чем для заднего.

На многосекционных локомотивах, электропоездах и электромотрисах нет необходимости поднимать пантограф на каждой секции или моторном вагоне, так как секции соединены между собой высоковольтной шиной, проходящей по крыше или по сцепке. Поэтому поднимают лишь столько пантографов, сколько необходимо для обеспечения нормального токосъёма и безопасности контактного провода от пережога.
Также в исключительных случаях на электровозах вместо заднего пантографа поднимают передний пантограф (например, при следовании с наливным поездом из-за опасности возгорания или взрыва в случае поломки заднего пантографа).
На мощных электровозах постоянного тока, потребляющих большой ток и имеющих более одного токоприёмника на секцию (например, ЧС200, ВЛ15, 2ЭС10 «Гранит» и «Святогор»), во время наибольшего энергопотребления (при трогании и разгоне) могут быть подняты пантографы №1, №2 и №4 для обеспечения большего количества точек токосъёма во избежание пережога контактной сети. После разгона (10-30 км/ч) передние по ходу пантографы опускают.

## Полупантограф

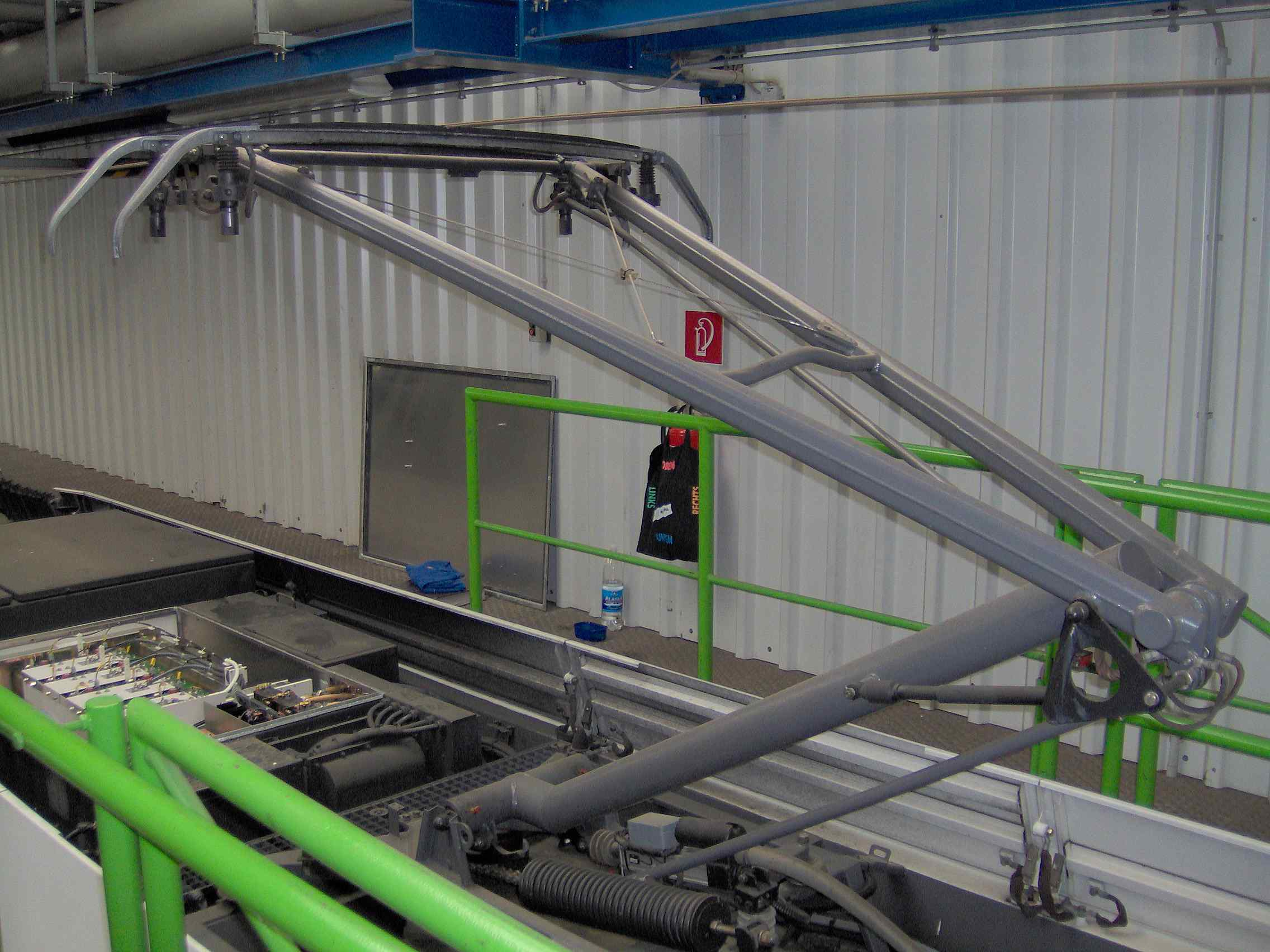
Полупантограф на крыше берлинского трамвая

Полупантограф, или асимметричный токоприёмник, — внешне выглядит как половина обычного пантографа. (В РФ применяются и так называемые симметричные полупантографы — двухрычажные ТЛ-13У и ТЛ-14М, тогда как пантографами называют четырёхрычажные токоприёмники). Преимущества полупантографа перед обычным пантографом таковы:
- Меньшая масса.
- Колебания полупантографа при движении меньше раскачивают элементы контактной сети, что обеспечивает лучший прижим полоза токоприёмника к контактному проводу и, таким образом, лучший токосъём. Это особенно важно при скоростях движения свыше 60—70 км/ч.
- Требуется меньше места на крыше, что облегчает размещение крышевого оборудования. Некоторые виды электрического подвижного состава, рассчитанные на работу с несколькими системами электропитания (многосистемные), имеют разные пантографы для разных видов питающего тока.
- Меньшая материалоёмкость.
- Требуется меньшая мощность привода для подъёма и опускания полупантографа.

Однако есть у полупантографа и недостаток — меньшая прочность. Известны случаи, когда хозяйства, не способные поддерживать подвижной состав и контактную сеть в надлежащем состоянии, переоборудовали полупантографы в пантографы. Известны также и случаи обратного переоборудования.
Несмотря на несимметричную конструкцию, напоминающую бугель, полупантограф, как и пантограф, позволяет движение в обоих направлениях: при нормальной эксплуатации горизонтальные нагрузки малы, неисправность же контактной сети, приводящая к появлению на проводе выступающей детали, ломает как ту, так и другую конструкцию.

### Токоприемник Белова

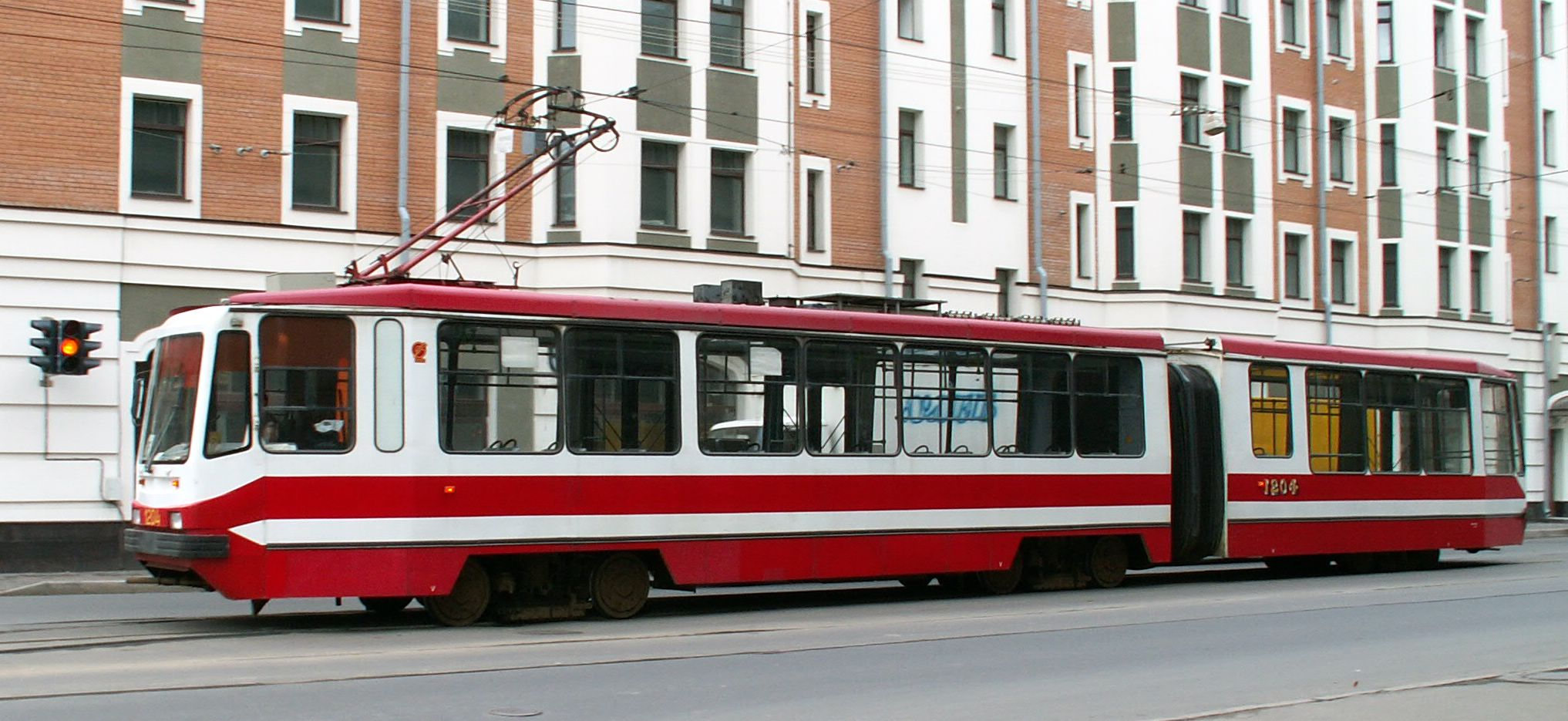
Трамвай ЛВС-97 с токоприемником ТПБ

Разновидность неравноплечего полупантографа, применявшая в трамваях. Также известен как токоприемник ТПБ.00.00. Изобретён доктором технических наук Валерием Беловым. Однорычажный асимметричный токоприёмник с адаптируемо-радиальной подвеской контактных вставок. Производился серийно с 2003 года. В профессиональной среде известен также под сленговым названием «бугелеграф» из-за схожести конструкции как с бугелем, так и с пантографом. Другое сленговое название — «раскладушка». Испытывался на трамваях модели ЛВС-86 и ЛВС-97. Применялся на моделях ЛМ-99 и некоторых модификациях ЛМ-2008 (на других применялся полупантограф «Lekov») производства ПТМЗ.

## Трамвайный пантограф
Если железнодорожные пантографы стали применяться уже на самых первых электрических железных дорогах, то трамвайные пантографы появились не сразу. До массового распространения трамвайных пантографов довольно широко были распространены трамваи со штанговыми и бугельным токоприёмниками. (Показательно, в частности, то, что некоторые города продолжают эксплуатировать трамваи со штанговым токоприёмником, несмотря на то, что пантограф намного надёжнее штангового приёмника).

## История

### Пантограф против штанги
Первые трамваи с пантографами появились в США в 1930-е годы. До этого в США применялся только штанговый токоприёмник, использовавшийся и во многих других странах Америки и некоторых странах Европы. Но штанговый токоприёмник обладает следующими недостатками:
- нуждается в устройстве стрелок на контактном проводе (подобная проблема существует и в современных троллейбусных системах, так как троллейбус очень часто не может эксплуатировать пантограф);
- подвержен риску схода с контактного провода, — сход современных троллейбусных токосъемных штанг, являющихся потомками трамвайных токосъемных штанг, с проводов контактной линии по сей день событие довольно частое;
- трудноуправляем, — разработка дистанционного управления токосъёмными штангами, особенно троллейбусными, — нетривиальная задача (до сих пор водители многих троллейбусов часто вынуждены вручную опускать и поднимать токосъемные штанги);
- громоздкий, — в опущенном виде трамвайная штанга или две троллейбусные штанги занимают половину крыши трамвайного вагона или кузова троллейбуса соответственно.

Пантограф ото всех этих недостатков свободен. В частности:
- сравнительно компактен и в опущенном виде занимает во много раз меньше места, чем штанга;
- не нуждается в устройстве стрелок на контактном проводе, — трамвайная контактная сеть в результате конструктивно сравнительно проста и, как следствие, более надёжна;
- пантографом сравнительно легко управлять, — в простейшем случае пантограф управляется (опускается и поднимается) посредством управляющего тонкого троса, пропущенного в кабину машиниста, также сравнительно проста проблема дистанционного (например, посредством электропривода) управления пантографом.

Однако в отличие от штангового токоприёмника, транспортное средство, оснащённое пантографом, должно находиться строго под контактным проводом; в то время как троллейбус со штангами может объехать остановившиеся машины, чего нельзя было бы сделать при наличии пантографа.
Пантограф также симметричен относительно направления движения — допускает движение в обоих направлениях с одинаковой скоростью. Штанговый токоприёмник (любой) таким свойством не обладает. То есть и трамвай со штанговым токоприёмником, и троллейбус могут достаточно быстро ехать только вперед, но назад и тот, и другой могут ехать только сравнительно медленно. Трамвай же с пантографом может одинаково быстро ехать и вперед, и назад. Последний фактор обусловливает тот факт, что практически все современные двусторонние трамваи оснащаются только пантографами (или полупантографами).
Естественно, пантограф практически вытеснил штангу, и подавляющее большинство современных трамваев используют пантографы или полупантографы. Трамваи же со штанговыми токоприёмниками сохранились лишь в очень небольшом количестве городов, где они, помимо транспортной функции, вкупе с городской архитектурой выполняют декоративную функцию.

### Пантограф против бугеля
Дуговой токоприёмник обладает многими (но не всеми!) достоинствами пантографа. То есть, как и пантограф, бугель не нуждается в устройстве стрелок на контактном проводе и не подвержен риску схода с контактного провода. Как и при использовании пантографа, при использовании бугеля трамвайная контактная сеть получается конструктивно сравнительно простой (отсутствуют за ненадобностью стрелки на контактном проводе) и, как следствие, более надёжной. На этом фоне в континентальной Европе, сделавшей ставку на бугельный токоприёмник ещё на заре электрического трамвая как вида транспорта, преимущества пантографа перед бугелем поначалу замечены не были. Более того, достаточно долгое время (как это наблюдалось, например, в СССР) трамваи с бугелями и трамваи с пантографами эксплуатировались одновременно одними и теми же трамвайными системами. Но бугель, как и штанговый токоприёмник, сравнительно трудноуправляем, — трамвайный пантограф в простейшем случае довольно легко управляется посредством простого тонкого троса, пропущенного в кабину машиниста, тогда как бугелем так управлять из кабины машиниста просто физически невозможно. Частично уравнивает шансы пантографа и бугеля дистанционное управление (с электроприводом, например), но электропривод для управления бугелем требуется более мощный, чем для управления пантографом. Также, как и штанговый токоприёмник, бугель сравнительно громоздкий — в опущенном положении бугель занимает половину крыши трамвайного вагона. Сыграло свою роль и отсутствие необходимости переделки контактной сети при отказе от бугеля в пользу пантографа. В результате пантограф одержал победу и над бугелем — в настоящее время бугельный токоприёмник используют только поддерживаемые в исправном состоянии старые трамваи, используемые в большинстве случаев лишь для экскурсионных поездок, либо трамваи, работающие с контактной сетью очень плохого качества.

## Автомобильный пантограф
Компания Siemens разрабатывает грузовик с гибридным двигателем, использующий пантограф.
Использование пантографа (в отличие от штанги в троллейбусах), не требует остановки для подсоединения/отсоединения от сети. Примечательно то, что по такой же схеме могут быть оборудованы пантографами и перспективные троллейбусы и дуобусы.